# 金瑟河
51°1′47″N 7°51′7″E / 51.02972°N 7.85194°E
金瑟河（德語：Günse），是德國的河流，位於該國西部，流經北萊茵-威斯特法倫州，屬於奧爾珀河的左支流，河道全長5公里，流域面積7.1平方公里。